# 스즈키 소노코
스즈키 소노코(일본어: 鈴木園子, すずき そのこ)는 아오야마 고쇼의 만화 《명탐정 코난》에 등장하는 인물이다. 쿠도 신이치와 모리 란이 연애하는 것을 적극적으로 지지한다.

## 개요
모리 란, 쿠도 신이치와는 유치원 시절부터 동급생이며 모리 란과 쿠도 신이치가 연애하는 것을 적극적으로 지지하고 자신도 이미 남자친구가 있음에도 불구하고 애인을 찾는 인물로 스즈키 재벌의 따님이지만 돈으로 친구를 사귀는 일을 하지 않는 것으로 보아 우정과 사업은 별개로 생각하는 것으로 보인다. 괴도 키드의 팬이며 모리 탐정이 없을 경우, 코난이 내세우는 탐정 역 중 한 명이다. 다만 언니인 아야코와는 성격이 달라 외향적인 인품의 소유자다.

## 인물
모리 란의 친구로 테이탄 고등학교 2학년이다. 테니스 부에 소속되어 있다. 모리 란과 유치원 때부터 동급생이다.
스즈키 재벌의 따님이지만, 재벌의 따님이란 느낌이 많이 들지 않는다.  모리 코고로와 더불어 성격이 단순하며 경박하다.
원래 코난이 란에게 마취총을 쏴서 란의 목소리로 추리하려 했지만 잘못해서 소노코가 그 침을 맞아서 어쩔 수 없이 코난은 소노코의 목소리로 추리했다. 추리가 끝나고 소노코는 모리 코고로와 비슷하게 기억나지도 않으면서 허풍을 떠는 모습이 지금까지 계속되고 있다. 모리 코고로가 없으면 스즈키 소노코가 추리를 대신하기도 한다. 이로 인하여 별명은 ‘추리 퀸 소노코(推理クイーン園子)’, ‘잠자는 소노코(眠りの園子)’ 정도다.
처음에는 산이나 바다에 가거나 마술이나 분재의 동호회에 들어가 빈번히 남자친구를 찾고 있었지만 하필 살인범이나 이상한 사람들만 소노코에게 끌려 마음고생이 심하거나 심지어는 살해당할 뻔했다. 쿄고쿠 마코토와 연인이 되고 나서도 간간히 남자친구를 찾기는 하지만 휴대폰 줄에 쿄고쿠를 닮은 마스코트 인형을 장식하거나 그에게 선물을 보내고 있다.
괴도 키드의 열성 팬이다. 처음 키드가 나왔을 때 소노코는 추리 때문에 잠을 자고 있어서 키드를 만날 수 없었다. 소노코는 그 마음을 달래려고 란과 코난을 데리고 노래방에서 울면서 노래를 불렀다.
하지만 그후에 극장판 은빛 날개의 마술사에서 하코다테행 비행기에 같이탔던 유명남자배우로 변장한 키드가 비행기에서 변장을 풀고 탈출하려고 했을 때 소노코는 그때 처음이자 실제로 키드를 보았다.
보통 소노코는 란과 신이치의 사이를 구경만 하고 있다. 그러나 깨끗한 경치 등에 감동하고 있는 란에게 "아, 이 경치를 신이치와 함께 볼 수 있으면…" 이라고 일침을 놓는다.(그 뒤로 가끔씩 관여한다.)
소노코는 가벼운 성격으로 보이지만, 친구 란을 위해서라면 뭐든지 하려고 한다. 극장판 눈동자 속의 암살자에서는 란이 기억상실에 걸렸을 때  "만약, 란의 기억이 돌아오지 않아도 나는 평생 친구이니까"라고 통곡 하고 있었다.
신이치나 란은 "소노코"라고만 부르며, 코난은 "소노코 누나(園子姉ちゃん)"라고 부른다.  연인인 마코토와는 서로 "마코토 씨(真さん)" 소노코 씨(園子さん)"라고 부른다.

## 복장
꽤 사교적이고 애인에 관심이 많은 성격 상, 눈에 띄는 복장을 선호하나 마코토와 교제하고 나선 많이 자제하려는 모습도 보인다.

## 보충
- 가족으로는 아버지인 스즈키 시로와 어머니인 스즈키 토모코, 언니인 스즈키 아야코가 있으며, 친척으로는 아저씨 뻘이 되는 스즈키 지로키치가 있다.
- 재벌가라서 일본에 수많은 별장이 있고 하와이, 니스, 모나코등 해외에도 많은 별장을 보유하고 있다.  유명한 사람들이 참석하는 연회에 초대될 때는 모리 코고로나 란등이 함께 할 수 있도록 힘쓰기도 한다.  그 때문에 코고로는 소노코에게 "부자집 말괄량이 아가씨(大金持ちのじゃじゃ馬娘)"라고 부른다.
- 란보다 유행에 민감하며, 코난이나 란과 함께 사건에 연루되기도 한다.  그녀의 말 한마디가 코난에게는 정보가 되기도 한다.
- 범죄자들의 습격을 받는 경우도 있으나 이 경우 마코토나 메구레 경부에게 도움을 받는다.
- 극장판에서는 모두 등장하며 모든 드라마 에피소드에서도 소노코의 모습을 볼 수 있다.
- 극장판 천국으로의 카운트다운에서 나오는 10년후의 모습을 예상하는 기계등에서 10년 후의 모습을 볼 수 있는데, 외모에서 큰 차이가 난다.  또한 이 작품에서 하이바라 아이의 머리 스타일을 흉내낸 적이 있는데, 이 때문에 검은 조직으로부터 미야노 시호로 오인 받아 저격당할 위기에 놓였으나 코난의 재치로 피할 수 있었다.
  - 극장판 5기 중 10년후의 모습을 예상하는 기계 등에서 나온 10년 후의 모습과 유사한 모습으로 OVA - 10년 후의 이방인에 나온 적이 있다.
- 최근에는 소노코 자신이 용의자로 몰리는 사건을 잠든 상태에서 해결하고 자신을 의심한 야마무라 경부에게 따끔한 맛을 보여주었다.

## 성우진 및 드라마 배역
일본어판은 마츠이 나오코가 더빙을 하고 있다. 한국어 더빙판의 경우 초반에는 임미진이 더빙을 맡았으며 나중에 이용신으로 교체되어 현재까지 더빙을 맡고 있다. 영어 더빙판은 로라 베일리(Laura Bailey)가 더빙을 하였다.
드라마 스페셜에서는 이와사 마유코(岩佐真悠子)(2006년)와 아키모토 사야카(2011년)가 배역을 맡았다.

## 각 언어판별 이름
한국어 더빙판에서는 정보라라는 이름으로 나오며, 해외판에서는 서리나 세버스천(Serena Sebastian)이라는 이름으로 나온다.